# Joaquín Oliva
Pour les articles homonymes, voir Oliva.
Joaquín Oliva Gomá est un footballeur espagnol né le 11 novembre 1926 à Guissona (Espagne) et mort le 4 février 1993. Il évoluait au poste de défenseur.

## Biographie

### En club
Joaquín Oliva commence sa carrière au sein du CE Sabadell.
En 1949, il rejoint l'Espanyol de Barcelone, club qu'il représente une unique saison.
En 1950, Oliva rejoint le Real Madrid.
Avec le Real Madrid, il est sacré Champion d'Espagne en 1954 et en 1956. Il joue avec le Real, un total de 102 matchs en Liga.
Il dispute notamment un match de Coupe des clubs champions lors de la campagne 1955-1956 (victoire 2-0 contre la Servette Genève au premier tour aller). Le club remporte la compétition et Oliva est sacré champion d'Europe,.
Le Real Madrid remporte également le titre national en 1957.
Lors de la campagne européenne 1956-1957, il dispute les deux matchs de la double rencontre en huitième de finale contre le Rapid Vienne. Le club madrilène remporte à nouveau la compétition européenne cette saison,.
Oliva est transféré au Real Jaén en 1957, il raccroche les crampons après une unique saison sous les couleurs de ce club.
Joaquín Oliva dispute au cours de sa carrière un total de 166 matchs en première division espagnole, et 37 matchs en deuxième division, pour deux buts inscrits.

## Palmarès
| Real Madrid - Coupe des clubs champions (2) : - Vainqueur : 1955-56 et 1957-58. - Coupe Latine (1) : - Vainqueur : 1955. - Championnat d'Espagne (3) : - Champion : 1953-54, 1954-55 et 1956-57. |